# Warukawung
Warukawung is een bestuurslaag in het regentschap Cirebon van de provincie West-Java, Indonesië. Warukawung telt 4911 inwoners (volkstelling 2010).